# Halosauridae
Halosauridae är en familj av fiskar som ingår i ordningen piggålsartade fiskar (Notacanthiformes). Enligt Catalogue of Life omfattar familjen Halosauridae 16 arter.
Kladogram enligt Catalogue of Life:
| Halosauridae | \| \| Aldrovandia \| \| \| \| \| \| Halosauropsis \| \| \| \| \| \| Halosaurus \| \| \| \| |
|              | \| \| Aldrovandia \| \| \| \| \| \| Halosauropsis \| \| \| \| \| \| Halosaurus \| \| \| \| |
|              | Notacanthidae                                                                              |
|              |                                                                                            |
|              | Aldrovandia                                                                                |
|              |                                                                                            |
|              | Halosauropsis                                                                              |
|              |                                                                                            |
|              | Halosaurus                                                                                 |
|              |                                                                                            |

|  | Aldrovandia   |
|  |               |
|  | Halosauropsis |
|  |               |
|  | Halosaurus    |
|  |               |